# Letiště Vratislav
Letiště Mikuláše Koperníka Vratislav (polsky: Port lotniczy Wrocław im. Mikołaja Kopernika, Port lotniczy Wrocław-Strachowice; IATA: WRO, ICAO: EPWR) je mezinárodní komerční letiště ve Vratislavi v Dolnoslezském vojvodství v jihozápadním Polsku. Nachází se 10 kilometrů jihozápadně od centra města na ulici Graniczna 190. Bylo pojmenováno podle Mikuláše Koperníka. Má jednu 2 500 m dlouho ranvej a ILS II. Má tři terminály – letištní terminál, všeobecné letectví a nákladní lety. Ryanair, Wizz Air a Enter Air zde mají své letecké základny. Letiště Vratislav je také často využíváno polským a americkým letectvem.

## Historie
Bylo postaveno v roce 1938 jako Flugplatz Breslau-Schöngarten Němci před druhou světovou válkou, když bylo město součástí Německa. Později bylo využíváno Sověty, od roku 1945 slouží také jako civilní letiště. První mezinárodní pravidelný let s cestujícími odsud vzlétl v roce 1993 do Frankfurtu nad Mohanem. V roce 2001 byla otevřena nová řídící věž. V roce 2005 bylo letiště pojmenováno po polskému astronomovi Mikulášovi Koperníkovi a zároveň byla otevřena nová část terminálu. Další rozšíření proběhlo v roce 2012.
Vzhledem k existenci blízkých posádek NATO (Bolesławiec, Świętoszów, Żagań), ve kterých jsou americké jednotky od ledna 2017 rozmístěny v rámci operace Atlantic Resolve, je letiště Vratislav velmi často využíváno dopravními letadly US Air Force (mimo jiné Boeing C-17 Globemaster III, Lockheed C-130 Hercules, Lockheed C-5 Galaxy). Dne 23. září 2019 v New Yorku podepsali prezidenti USA a Polska prohlášení o prohloubení obranné spolupráce, ve kterém bylo letiště Vratislav označeno za sídlo letecké základny americké armády.

## Vybavení
Letiště udržuje v provozu tři moderní terminály –⁠ vnitrostátní, mezinárodní a nákladní. Mezinárodní terminál má v mezinárodní odletové hale bezcelní prostor. Nákladní terminál, který se nachází vedle letištní požární stanice a věže řízení letového provozu, má skladovací plochu 3 300 m2, daňový sklad, mrazák a sklad radioaktivních materiálů.

## Letecké společnosti a destinace
Následující letecké společnosti poskytují pravidelné a charterové lety z a do Vratislavi:
| Letecké společnosti           | Destinace |
| ----------------------------- | --- |
| Air France Hop                | Paříž–Charles de Gaulle |
| Buzz                          | Sezónní charterové: Korfu, Heraklion, Kos, Rhodos, Tirana, Zakynthos |
| Corendon Airlines             | Sezónní: Antalya |
| Enter Air                     | Charterové: Antalya, Hurghada Sezónní charterové: Korfu, Enfidha, Tirana, Varna, Zakynthos |
| European Air Charter          | Sezónní charterové: Burgas |
| Eurowings                     | Düsseldorf |
| KLM                           | Amsterdam |
| LOT                           | Varšava–ChopinSezónní: Barcelona, Kos Sezónní charterové: Bodrum |
| Lufthansa                     | Frankfurt nad Mohanem, Mnichov |
| Norwegian Air Shuttle         | Oslo |
| Ryanair                       | Alicante, Beauvais, Bergamo, Billund, Bologna, Bournemouth, Bristol, Charleroi, Dublin, East Midlands, Edinburgh, Gdaňsk, Glasgow, Leeds/Bradford, Lisabon (bude pokračovat 30. října 2022), Liverpool, Londýn–Stansted, Malta, Manchester, Neapol, Newcastle upon Tyne, Palermo, Pafos, Pisa, Řím–Ciampino, Sandefjord, Shannon Sezónní: Atény, Chania, Korfu, Girona, Málaga, Olsztyn-Mazursko, Palma de Mallorca, Podgorica, Stockholm–Arlanda, Treviso, Turín, Zadar |
| Smartwings                    | Sezónní charterové: Rhodos, Soluň |
| Swiss International Air Lines | Curych |
| Wizz Air                      | Barcelona (začíná 1. srpna 2022), Birmingham, Doncaster/Sheffield, Dortmund, Eindhoven, Kutaisi, Lanzarote, Larnaca, Londýn–Luton, Reykjavík–Keflavík, Sandefjord, Stockholm–Skavsta, Záporoží Sezónní: Bari, Burgas, Dubrovník (začíná 4. července 2022), Rhodos, Split, Tirana (začíná 1. srpna 2022) |

## Statistiky

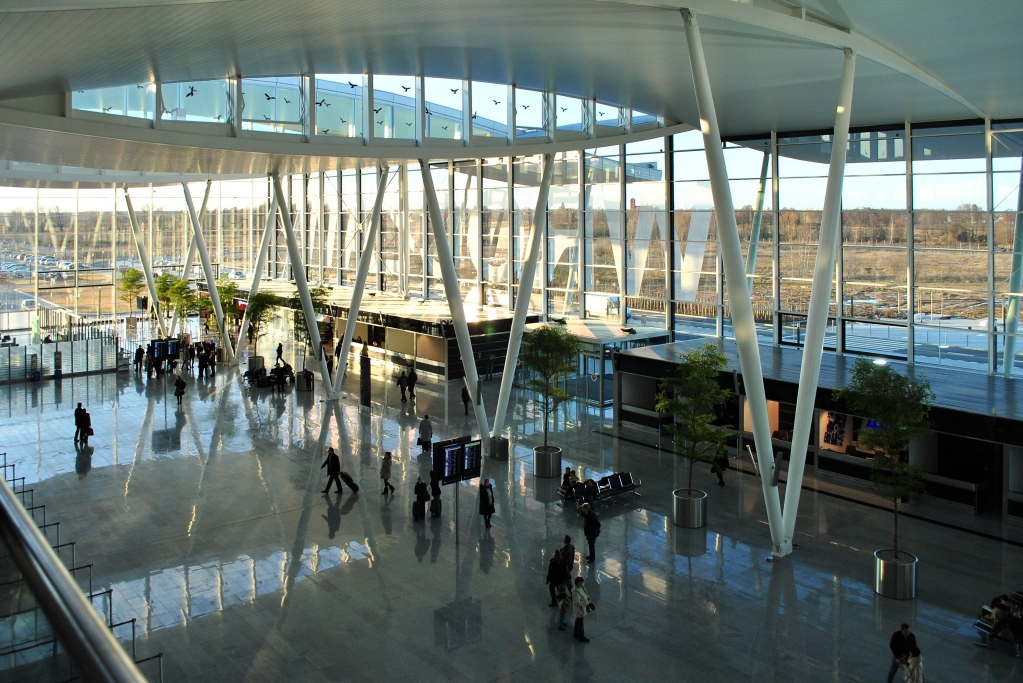
Interiér hlavního terminálu

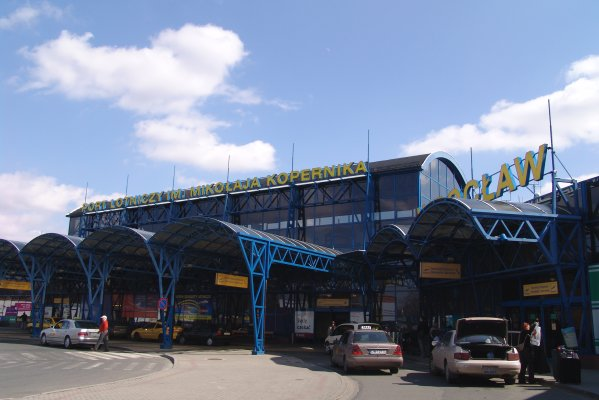
Terminál všeobecného letectví

| Rok  | Cestující | Náklad (tuny) | Pohyby | Poznámky                                    |
| ---- | --------- | ------------- | ------ | ------------------------------------------- |
| 1998 | 174 202   | 871           | 9 558  |                                             |
| 1999 | 191 502   | 628           | 10 333 |                                             |
| 2000 | 210 873   | 2 548         | 11 858 |                                             |
| 2001 | 237 705   | 1 172         | 7 430  |                                             |
| 2002 | 236 151   | 1 571         | 6 594  |                                             |
| 2003 | 284 334   | 1 183         | 12 384 |                                             |
| 2004 | 355 431   | 823           | 18 509 |                                             |
| 2005 | 454 047   | 1 378         | 20 556 |                                             |
| 2006 | 857 931   | 1 510         | 25 002 |                                             |
| 2007 | 1 270 825 | 1 458         | 26 948 |                                             |
| 2008 | 1 486 442 | 1 462         | 32 000 |                                             |
| 2009 | 1 365 456 | 1 031         | 25 472 |                                             |
| 2010 | 1 654 439 | 946           | 23 627 | Výbuch Eyjafjallajökullu                    |
| 2011 | 1 657 472 | 957           | 25 339 |                                             |
| 2012 | 1 996 552 | 928           | 27 960 | Mistrovství Evropy ve fotbale ve Vratislavi |
| 2013 | 1 920 179 | 910           | 24 958 |                                             |
| 2014 | 2 085 638 | 463           | 24 970 |                                             |
| 2015 | 2 320 000 | 391           | 24 510 |                                             |
| 2016 | 2 419 561 | 2 549         | 25 486 |                                             |
| 2017 | 2 855 071 | 1 025         | 27 737 |                                             |
| 2018 | 3 347 553 | 10 425        | 32 462 |                                             |
| 2019 | 3 548 089 | 11 061        | 32 967 |                                             |
| 2020 | 1 007 323 | 8 809         | 15 512 | Pandemie covidu-19                          |

## Pozemní doprava

### Autobus a autokar
Letiště obsluhují dvě autobusové linky MPK Wrocław. Cesta trvá přibližně hodinu.
Od prosince 2017 Polbus-PKS zahájil provoz expresního autobusu s názvem WRO Airport Express spojující letiště s náměstím Dominikański (nedaleko Rynku) a hlavním autobusovým nádražím, které se nachází v suterénu nákupního centra Wroclavia.
Na letišti zastavuje také FlixBus na trase Štětín-Zakopané.

### Auto
Letiště je také obsluhováno tradičními taxi společnostmi, stejně jako společnostmi Uber, Bolt a iTaxi. Letiště nabízí téměř 4000 parkovacích míst. Na letišti jsou autopůjčovny.

### Kolo
K letišti vede i cyklostezka.

### Železnice
Do budoucna se plánuje vybudování železniční trati mezi letištěm a železniční stanicí Wrocław Główny. Pod hlavním terminálem je již vybudován tunel a železniční stanice.